# Образование в Виктории

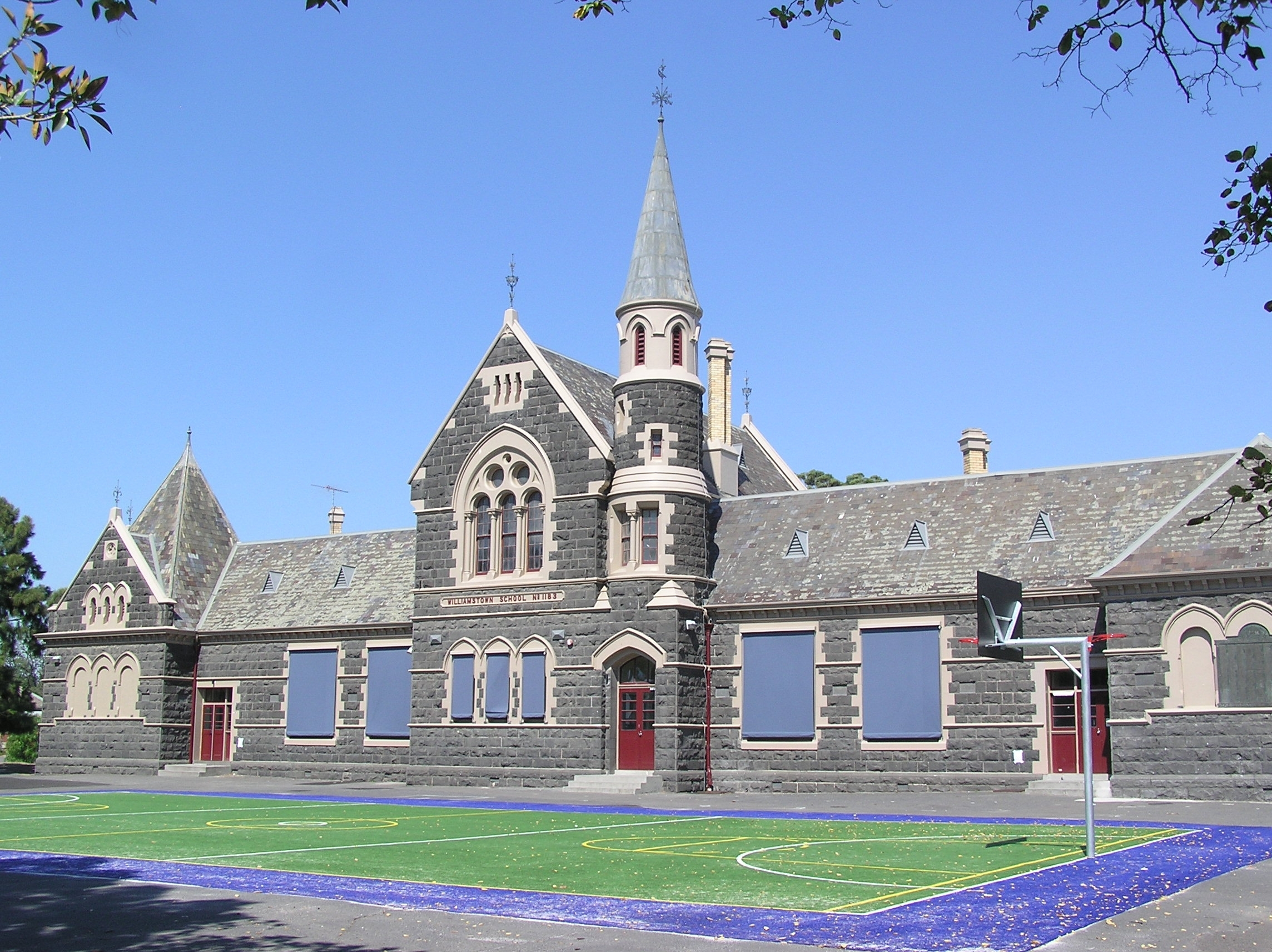
Школа Williamstown

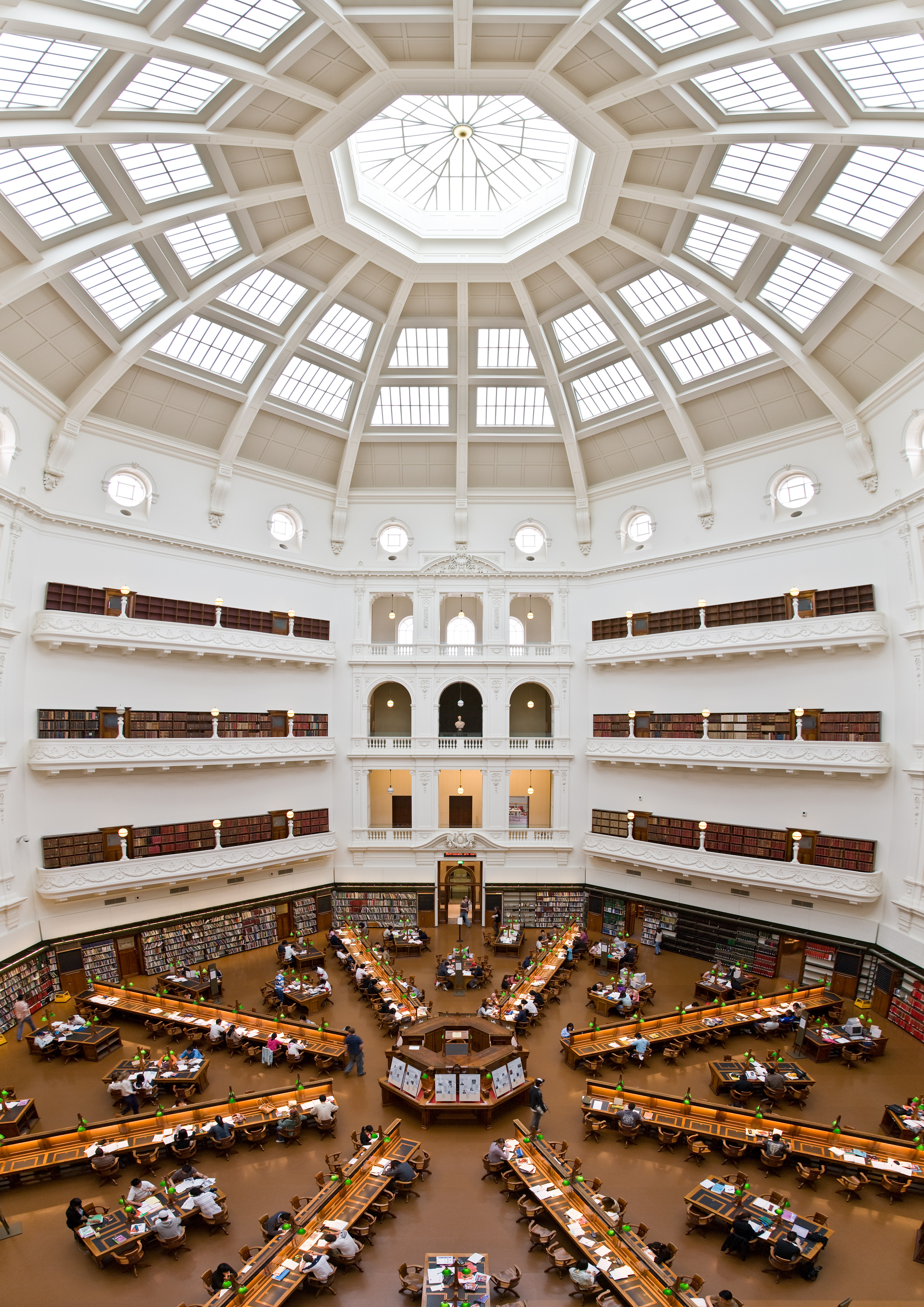
Государственная библиотека Виктории, читальный зал Ла Троба

Образование в Виктории, Австралия, контролируется Департаментом образования и профессиональной подготовки (DET), который является частью правительства штата и чья роль заключается в «предоставлении консультаций по вопросам политики и планирования обеспечения образования». Образование в Виктории состоит из трехуровневой модели, состоящей из начального образования, за которым следует среднее образование и высшее образование (университеты и колледжи, техническое и дополнительное образование).
Школьное образование является обязательным в Виктории в возрасте от шести до семнадцати лет. Ученик может покинуть школу по достижении семнадцати лет, то есть до завершения курса среднего образования. В последние годы более трёх четвертей студентов, остаются в школе и до восемнадцати лет, чтобы окончить уровень среднего образования. Государственные школы обучают около двух третей студентов Виктории, оставшаяся часть проходит обучение в частных школах, доля которых растет во многих штатах Австралии.
Образование в государственных школах является бесплатным, но это не относится к иностранным студентам и к студентам, возраст которых превышает 100 лет на 1 января года зачисления. Частные школы, как религиозные, так и светские, взимают плату, которая субсидируется федеральным правительством и правительствами штатов.
Несмотря на то, что государственное образование, кроме высшего, является бесплатным, 1,9 % учащихся посещают частные начальные или средние школу. Большинство частных школ — католические, а остальные — независимые (см. Государственное и частное образование в Австралии).
Независимо от того, является ли школа государственной или частной, она обязана придерживаться одной и той же учебной программы. Образование во всех государственных школах должно быть светским и не должно пропагандировать какую-либо конкретную религиозную практику, конфессию или течение. Большинство школьников, и в государственной, и в частной школе, носят униформу, хотя существует различные требования, и некоторые учебные заведения не приветствуют введение школьной формы.
Профессиональное образование регулируется в рамках австралийской системы квалификаций, единой системы национальных квалификаций в школах, заведениях профессионального образования и подготовки (техническое и дополнительное образование) и секторе высшего образования (университеты).
Учебный год в Виктории обычно длится с конца января до середины декабря для начальных и средних школ и колледжей, и с конца февраля до середины ноября для университетов. Учебный год в школах Виктории разделен на 4 семестра. Школы не работают в дни государственных праздников. Университеты также отмечают государственные праздники Содружества.

## История
В Конституции Виктории 1855 года был пункт, предусматривающий государственное финансирование религиозных организаций. Ричард Хилс, недолго занимавший пост премьер-министра Виктории, был противником этого пункта и выступал за единую систему светского образования. С другой стороны, как англиканцы, так и католики отдавали предпочтение государственным религиозным школам. В 1862 году Heales (уже не в должности премьер-министра) внес в парламент законопроект о создании единого совета по образованию для рационализации школьной системы колонии, который был принят с широкой поддержкой.
До 1872 года финансируемые государством религиозные школы регулировались и управлялись отдельно от их светских коллег. Конфессиональный школьный совет обеспечивал религиозные школы, в то время как Национальный школьный совет, позднее Совет по образованию, обеспечивал государственное финансирование светского образования. Но в обществе зрело недовольство постоянно увеличивающимся ростом государственного финансирования религиозных школ и вообще существованием двойной школьной системы, поэтому в 1872 году правительство ввело бесплатное, обязательное и светское образование, создав первый уровень образования. Департамент стал работодателем школьных учителей и возглавлялся первым министром государственного образования Виктории. Государственное финансирование религиозных школ прекратилось в 1874 году..
С 1979 по 1982 год либеральное правительство инициировало и осуществило самую значительную и стратегическую реорганизацию Департамента образования Виктории в XX веке. Alan Hunt, как министр образования (1979—1982), и Norman Lacy, как помощник министра образования (1979—1980) и министр образовательных услуг (1980—1982), совместно отвечали за процесс разработки политики реформ и за ранние этапы её осуществления. Вместе они составили огромную команду, цель которой состояла в реформировании администрации централизованного и неэффективного Департамента. Hunt назначил Lacy председателем Консультативного комитета на уровне министров, который руководил проектом на его ранней стадии, а затем руководителем комитета по осуществлению реформы в целом. Управленческая и образовательная философия Lacy оказала значительное влияние на процесс и результат. Он собрал впечатляющую группу людей из академических кругов и бизнеса, которые могли бы оказать посильную помощь в реализации проекта, а также консультантов по управлению.. В конце 1981 года правительство приняло закон о ликвидации учебных уровней (начального, среднего и технического) и об упразднении уставных органов (The Committee of Classifiers and the Teachers' Tribunal). Hunt и Lacy получили поддержку рабочей оппозиции и Национальной партии. Когда лейбористское правительство Каина победило на выборах в апреле 1982 года, новый министр образования Robert Fordham (1982—1985) провел анализ политики министерским комитетом по контролю, возглавляемым Dr. Ken McKinnon. Комитет, состоящий в основном из представителей профсоюза учителей и родительских организаций, рекомендовал изменения, которые Fordham включал в программу реформ после завершения реструктуризации департамента, как правило, все они попадали в Белую книгу. Fordham поддерживал общую направленность процесса реформ, находясь в оппозиции, и следовал этому проекту, пока находился в правительстве.

## Уровни образования

### Начальные школы
Начальное образование состоит из семи классов: подготовительный год, за которым следуют 6 лет обучения. Минимальный возраст, с которого ребёнок Виктории может начать обучение в начальной школе, составляет 4,8 года. Ребёнок может пойти в школу в подготовительный класс, если к 30 апреля этого года ему исполнится пять лет.

### Средние школы
Обучение в средних школах (также называемых колледжами среднего образования) длится 5 лет. Средние школы обычно являются отдельными учреждениями от начальных школ, хотя в последние годы их объединение становится все более популярным и число таких заведений только увеличивается.
В Мельбурне есть семь выборочных государственных школ, запись в которые осуществляется по итогам экзамена / прослушивания: Melbourne High School, Mac.Robertson Girls' High School, Nossal High School, Suzanne Cory High School, John Monash Science School, Elizabeth Blackburn Science School и Victorian College of the Arts Secondary School, но и другие государственные школы могут ограничить поступление для студентов, не проживающих в их региональной «зоне»..
Студенческий представительный совет Виктории служит для объединения студентов по всему штату.

## Учебный план
Учебная программа для всех школ Виктории, государственных и частных, с подготовительного года до окончания обучения определяется учебным планом и аттестационным управлением Виктории (VCAA). Между первым и десятым годом в рамках учебного плана Виктории проводится тестирование Мониторинга достижений (AIM). После окончания 11-го и 12-го классов ученики поучают свидетельство об окончании школы Виктории (VCE) или свидетельство об окончании прикладного обучения Виктории (VCAL).

## Оценка
Ученики в 11 и 12 классах, будь то в государственных или негосударственных школах, как правило, сдают экзамены, результаты которых будут внесены в свидетельство об окончании школы Виктории (VCE). Учебная программа и оценка успеваемости в её рамках определяются учебным планом и аттестационным управлением Виктории (VCAA), а итоговый балл — Australian Tertiary Admission Rank (ATAR), используемый для поступления в университеты, определяется центром приема в высшие учебные заведения Виктории (VTAC). Студенты 11 и 12 классов могут учиться по сертификату прикладного обучения Виктории (VCAL) или International Baccalaureate вместо VCE.
Навыки грамотности и умения считать у учеников школ Виктории контролируются программой Мониторинг достижений (AIM). Навыки каждого студента оцениваются на уровне 3, 5, 7 и 9 года обучения.

## Школьное образование

### Государственные школы
Правительство штата владеет и управляет школами как на начальном, так и на среднем уровнях. Эти школы обычно называют правительственными или государственными школами. Они не взимают обязательных плату, причем большая часть их расходов покрывается правительством, а остальные-добровольными взносами.
Четыре государственные средние школы являются выборочными: Melbourne High School для мальчиков, Mac.Robertson Girls' High School для девочек, а также Nossal High School и Suzanne Cory High School, для мальчиков и девочек. В них представлены классы от 9 до 12, в которых обучают академически одаренных студентов. Есть также школы, которые специализируются на искусстве и спорте. Остальные школы открыты для учащихся из определённых правительством районов. Выборочные школы являются более престижными, чем открытые государственные школы, и их ученики, как и следовало ожидать, обычно достигают лучших результатов на выпускных экзаменах, чем независимые или открытые государственные школы. Поступление в выборочные школы осуществляется на основе экзамена, и они охватывают больше географических районов.
Согласно предварительному докладу «школы Австралии», опубликованному австралийским статистическим бюро 4 февраля 2008 года, число учащихся в государственных школах Виктории, в 2007 году составило 535 883 человека, что на 234 человека меньше показателей 2006 года, в то время как в негосударственном секторе в 2007 году было 297 970 человек, что на 4 252 человека больше. В негосударственном секторе, который включает католические, частные и еврейские школы, с 2002 года наблюдается устойчивый рост, который за последние пять лет превысил 16 890 учащихся.
Однако, хотя в государственных школах за последние два года наблюдалось снижение числа учащихся, в секторе был отмечен рост в период с 2002 по 2005 год, а за последние пять лет общий прирост составил 2466 учащихся.
Несмотря на пятилетний рост числа учащихся, посещающих государственные школы, число государственных школ Виктории сократилось до 1592 в 2007 году по сравнению с 1605 в 2006 году и 1613 в 2005 году. Число независимых школ увеличилось с 210 в 2006 году до 214 в 2007 году.
По состоянию на 3 августа 2007 года соотношение учителей и учащихся было выше в государственном секторе Виктории 13,8 по сравнению с 12,9 в негосударственном секторе. Однако в обоих секторах Виктория выгодно отличалась от национальных показателей: соотношение учителей и учащихся в государственных школах было выше на 14,2, а в негосударственном секторе — на 13,8.
Число преподавателей в Виктории возросло с 68 697 в 2006 году до 70 342 в 2007 году.

### Частные школы

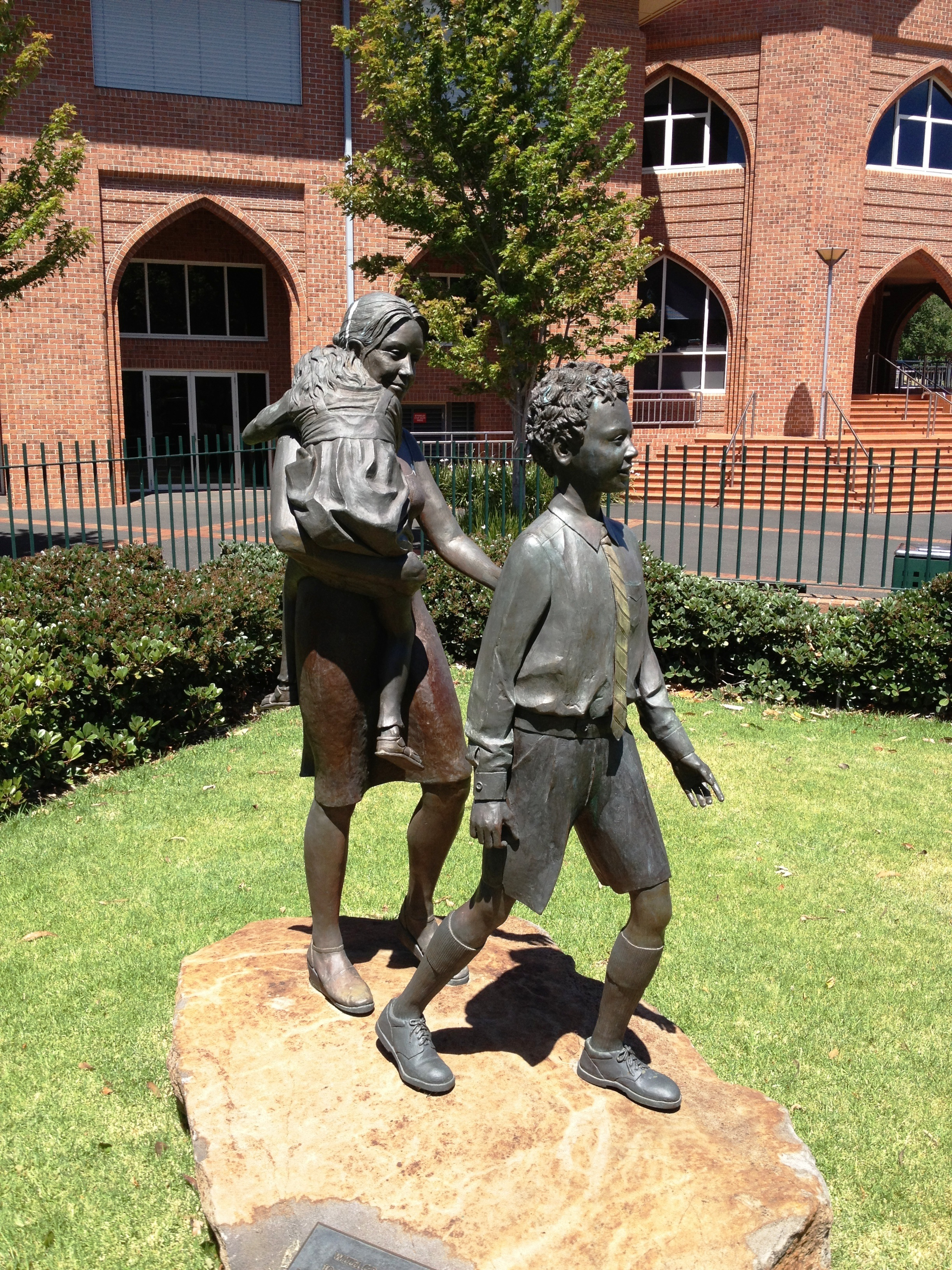
Скульптура «Мать и сын» в Scotch College, Мельбурн, которая отмечает роль матерей в жизни и образовании мальчиков

Большинство католических школ либо управляются их местным приходом и / или Департаментом католического образования штата.
Некатолические негосударственные школы (часто называемые «независимыми» школами) включают школы, управляемые религиозными группами и светскими образовательными философиями, такими как Педагогика Монтессори.
Некоторые независимые школы взимают высокую плату. Государственное финансирование независимых школ часто подвергается критике со стороны Австралийского Союза образования и Австралийской лейбористской партии.
Хотя среднее государственное образование является бесплатным, 35 % учащихся посещают частную начальную или среднюю школу. Наиболее многочисленные частные школы являются католическими, а остальные — независимыми.

### Высшие учебные заведения

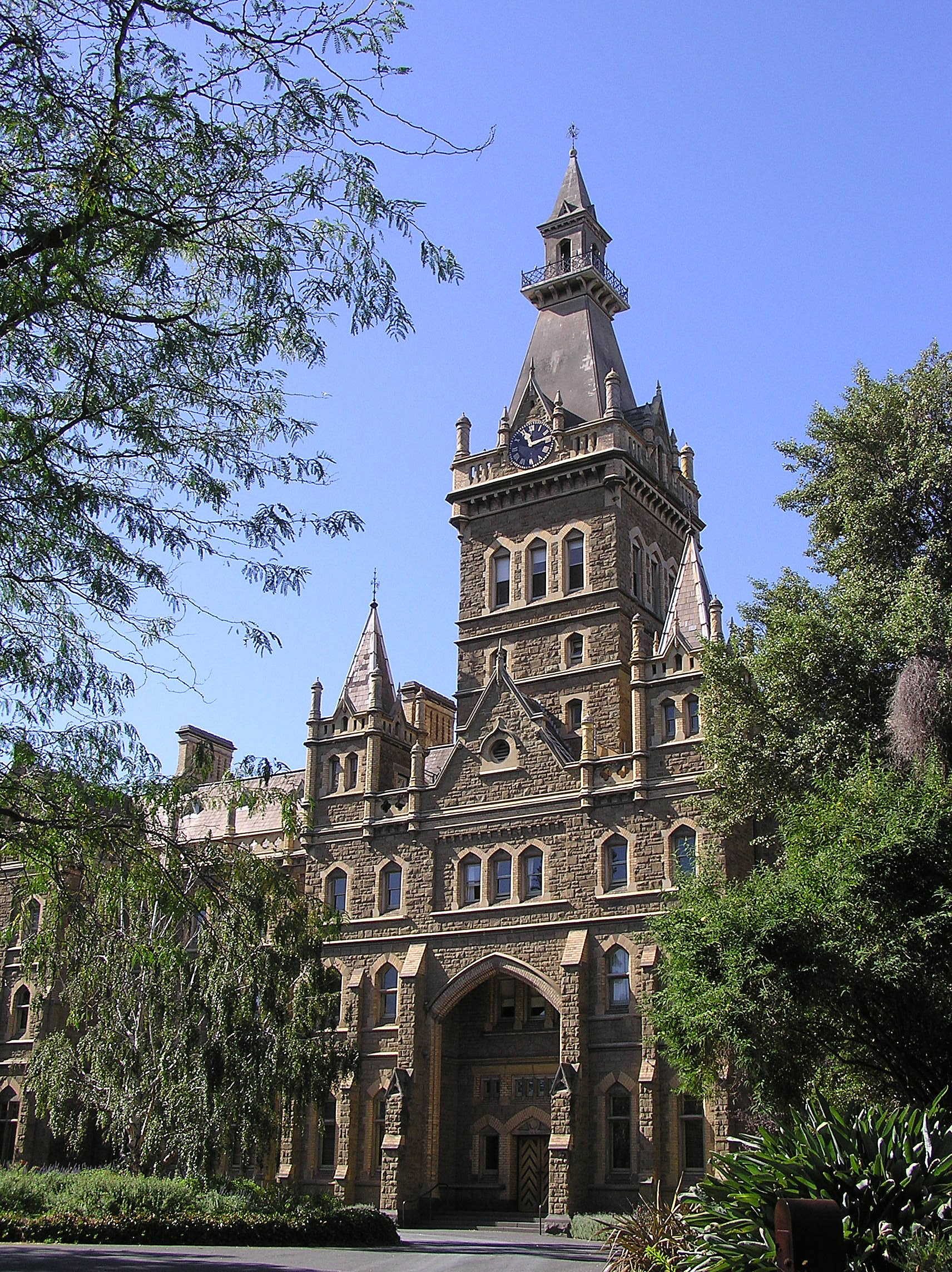
Ormond College (1879), Университет Мельбурна

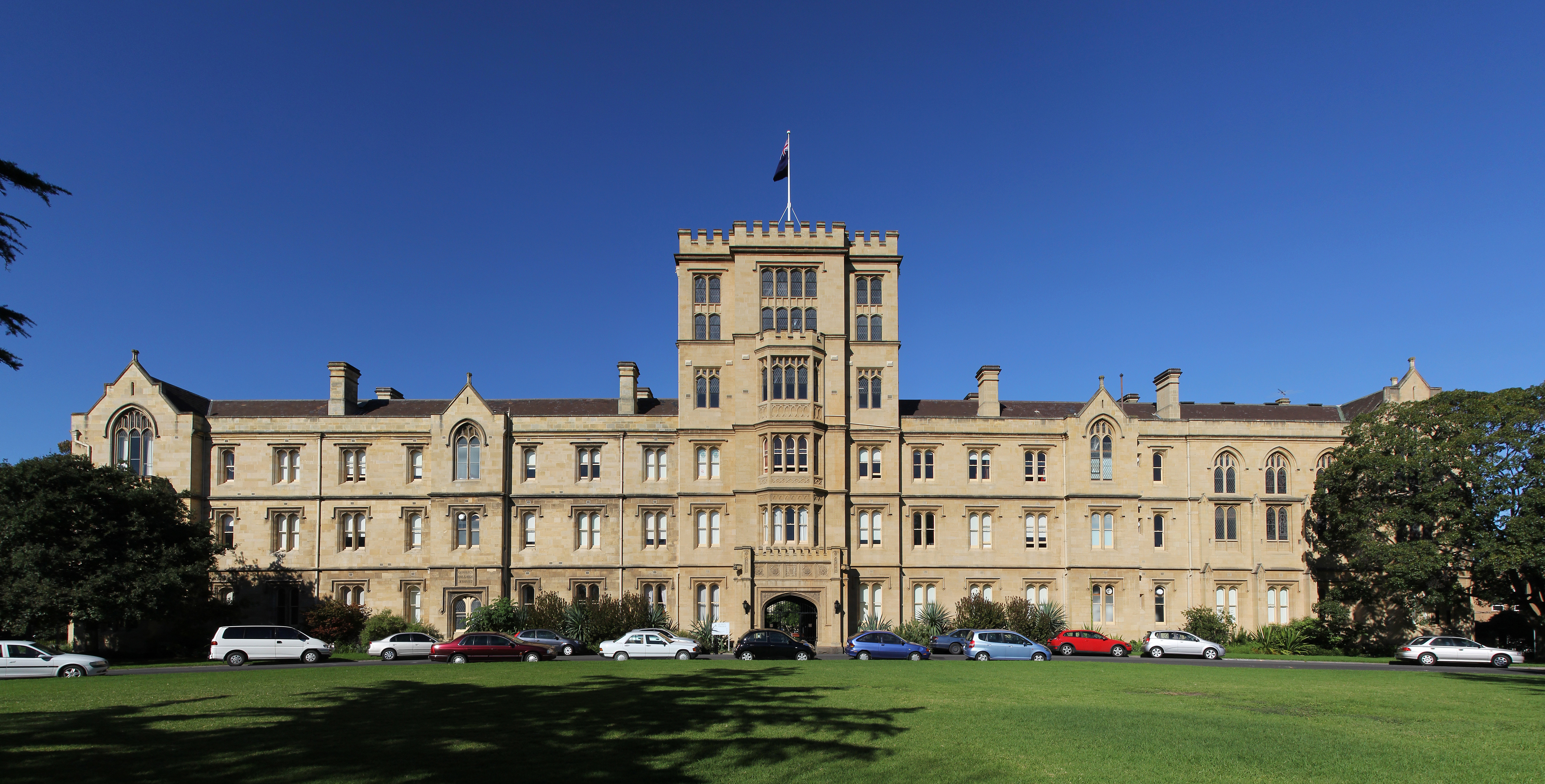
Queen’s College Университет Мельбурна

В столице Виктории основан Университет Мельбурна и Университет Монаша, крупнейшие университеты Австралии. Здесь также расположен крупнейший столичный кампус в Австралии университета Ла Троба в Бундуре площадью 267 гектаров. Мельбурнский университет является старейшим университетом в Виктории и вторым старейшим университетом в Австралии. Он занимает второе место среди австралийских университетов в международном рейтинге журнала Thes 2006 года. Times Higher Education оценил университет Мельбурна как 36-й лучший университет в мире, университет Монаша занял 38 строчку рейтинга университетов мира. Оба университета являются членами «Группы восьми». Другие университеты, расположенные в Мельбурне, такие как Университет Ла Троба, университет RMIT, технологический университет Суинберна, базирующийся в пригороде Мельбурна Hawthorn, университет Виктории, который имеет девять кампусов по всему западному региону Мельбурна, в том числе три в центре делового района Мельбурна (CBD) и ещё четыре в десяти километрах от CBD, а также кампус Святого Патрика Австралийского католического университета. Университет Дикина имеет два основных кампуса в Мельбурне и Джелонге, и является третьим по величине университетом в Виктории. В последние годы число иностранных студентов в университетах Мельбурна быстро растет, что является результатом увеличения числа мест, доступных для студентов, полностью оплачивающих обучение.
Классификация уровней высшего образований в Виктории частично регулируется австралийской системой квалификаций (AQF), которая пытается интегрировать в единую национальную классификацию все уровни высшего образования (как профессионального, так и высшего образования), от торговых сертификатов до высших докторских степеней.
Однако, поскольку университеты Австралии (и несколько аналогичных высших учебных заведений) в основном сами регулируют свои курсы, основное назначение AQF — ориентация на профессиональное образование. Однако в последние годы наметились некоторые неформальные сдвиги в сторону стандартизации курсов высших учебных заведений.
В 2008 году город Мельбурн занял четвёртое место в мире среди лучших городов для студентов после Лондона, Бостона и Токио.

### Техническое и дополнительное образование (TAFE)
Институты технического и дополнительного образования (TAFE) находятся под контролем государства. Учреждения TAFE обычно предлагают короткие курсы, сертификаты I, II, III и IV уровней, дипломы и свидетельства о повышении квалификации по широкому кругу профессиональных технических профессий. Они также иногда предлагают курсы высшего образования.
Шесть институтов TAFE находятся в Мельбурне: институт Box Hill Institute, Holmesglen Institute of TAFE, Chisholm Institute, Kangan Institute, NMIT и William Angliss Institute. В дополнение к институтам TAFE существует около 1100 частных зарегистрированных учебных организаций (RTOs). Они включают в себя:
- коммерческие учебные заведения,
- учебный отдел производственных или сервисных предприятий,
- обучающие программы организаций-работодателей или профсоюзов работников в конкретной отрасли,
- групповые тренинги компаний,
- общинные учебные центры и районные центры обучения,
- колледжи среднего образования, предоставляющие программы Профессионального образования (VET).

По масштабу заведения RTO варьируются от персонального обучения (в узкой специализации), до крупных организаций, предлагающих широкий спектр программ. Многие из них получают государственное финансирование для осуществления программ для учеников или стажеров, для лиц, находящихся в неблагоприятном положении, или в областях, которые правительство рассматривает в качестве приоритетных для развития.
Все институты TAFE и частные заведения RTO обязаны поддерживать соответствие набору стандартов, согласно национальной системе обучения в Австралии(AQTF), и это соответствие контролируется регулярными внутренними и внешними аудитами.
Программы профессионального образования и обучения (VET), осуществляемые институтами TAFE и частными RTO, основаны на национальных зарегистрированных квалификациях, полученных либо из утвержденных наборов стандартов компетентности, известных как учебные пакеты, либо из курсов, аккредитованных государственными/территориальными государственными органами. Эти квалификации регулярно пересматриваются и обновляются. В специализированных областях, где нет государственных квалификаций, заведение RTO может разработать свой собственный курс и аккредитовать его в качестве частной программы с соблюдением тех же правил, также как и государственные учебные заведения.
Все преподаватели и экзаменаторы, в заведениях предоставляющих программы VET, должны иметь квалификацию, известную как сертификат IV в области обучения и оценки (TAE40110), или иметь эквивалентную компетентность. Они также должны обладать соответствующими профессиональными навыками, по крайней мере, на том уровне, который они преподают или оценивают.

### Другие учебные заведения

#### Получение местного образования
Местные организации обучения обеспечивают широкий спектр образования и профессиональной подготовки в условиях сообщества. Каждый год более 110 000 викторианцев пользуются услугами местных организаций обучения. Чтобы быть частью локальной сети местных организаций обучения и проводить предварительно аккредитованную подготовку, учреждение должно быть зарегистрировано в Совете по вопросам образования для взрослых и в совете дальнейшего образования (ACFE)..
Местные организации обучения могут проводить как предварительно аккредитованную, так и аккредитованную подготовку. Предварительно аккредитованная подготовка является уникальной для местного сектора обучения. Предварительно аккредитованные учебные программы предназначены для того, чтобы помочь учащимся обрести уверенность и навыки, необходимые для поиска работы и дальнейшего образования. Они включают курсы по коммуникации, навыкам поиска работы, возвращению к рабочим навыкам и навыкам грамотности и счета. Для того, чтобы предложить аккредитованное обучение, местные организации обучения должны быть зарегистрированы в учебных заведениях (RTOs), что приводит к предоставлению квалификаций, эквивалентных TAFE и частным заведениям RTOs. Примерно 50 % обучающих местных организаций являются заведениями RTO.
Местные организации обучения также предлагают услуги по уходу за детьми, консультации по вопросам карьеры, финансовую помощь или услуги по поддержке инвалидов, чтобы помочь людям получить образование.
Есть более 300 местных организаций обучения по всему региону, в том числе в сельской местности и столице Виктории, которые формируют локальную сеть заведений местного образования и профессиональной подготовки. В локальной сети обучения также есть два AEI (образовательные учреждения для взрослых): CAE и AMES.

#### Образовательные учреждения для взрослых (CAE)
Центр образования для взрослых (ранее известный как Совет по образованию для взрослых) предоставляет широкий спектр аккредитованных учебных курсов для взрослых, уделяя особое внимание искусству, языкам и среднему образованию для взрослых. Другие варианты включают бизнес, IT сферу, сферу услуг, иностранные языки, здоровье, фитнес и грамотность. CAE получает государственное финансирование. Цель CAE состоит в том, чтобы предоставить курсы, помогающие взрослым закончить свое среднее образование и начать или изменить свое направление карьеры.

#### AMES Australia
AMES Australia является национальным поставщиком услуг по расселению для беженцев и лиц, ищущих убежища. AMES Australia предоставляет перичную поддержку в обучении английскому языку и грамотности, профессиональном обучение, в трудоустройстве для мигрантов, беженцев и лиц, ищущих убежища, проживающих в Виктории и Западном Сиднее.

### Известные выпускники
Выпускники мельбурнских школ чаще других оказываются включенными в Who's Who in Australia, список известных австралийцев. В десятке лучших школ для мальчиков в Австралии, находятся Scotch College (являющийся самой старой средней школой Мельбурна)), Melbourne Grammar School, Melbourne High School, Geelong Grammar School (имеет младший кампус в пригородном Тураке) и Wesley College. В первой десятке женских школ Мельбурна, находятся Presbyterian Ladies' College, Methodist Ladies' College, Melbourne Girls Grammar School, Mac.Robertson Girls' High School и University High School.